# Instytut Badawczy Gospodarki Wodnej im. T. G. Masaryka
Instytut Badawczy Gospodarki Wodnej im. T. G. Masaryka (cz. Výzkumný ústav vodohospodářský T. G. Masaryka, VÚV) – instytut badawczy czeskiego Ministerstwa Środowiska. Powołany w 1919 roku jako Państwowy Instytut Hydrologiczny (Státní ústav hydrologický). W obecnej postaci istniejący od 1 stycznia 2007 roku (powołany aktem ministra z 12 grudnia 2006).

## Historia
Państwowy Instytut Hydrologiczny powołała czechosłowacka rada ministrów 19 grudnia 1919 roku jako jeden z pierwszych instytutów nowo powstałego państwa. Budowa siedziby instytutu, w międzyczasie połączonego z instytutem hydrotechnicznym, na praskich Dejvicach zakończyła się w 1933 roku. Połączone instytuty z okazji 80. urodzin prezydenta Tomáša Garrigue'a Masaryka w 1930 przemianowano na Státní výzkumné ústavy hydrologický a hydrotechnický T. G. Masaryka. Nazwę w 1946 roku skrócono jako Státní ústav hydrologický T. G. Masaryka, a w 1951 ze względów politycznych usunięto patrona, a placówka przyjęła nazwę Výzkumný ústav vodohospodářský (VÚV). 
Zgodnie z pierwotnymi planami czechosłowacka służba hydrologiczna miała być związana z urzędami ziemskimi w Pradze, Brnie, Bratysławie i Użhorodzie. Ostatecznie regionalny oddział instytutu w Ostrawie powstał w 1942 roku, w Brnie w 1949 roku, a w Bratysławie w 1951 roku. Ten ostatni został usamodzielniony w ramach federalizacji państwa w 1968 roku jako Výskumný ústav vodného hospodárstva, a placówki w Ostrawie i Brnie pozostały filiami VÚV.
Do zadań z początkowego zakresu hydrologii i hydrotechniki po II wojnie światowej, zwłaszcza od 1951 roku, zaczęły dochodzić kolejne gałęzie gospodarki wodnej, w tym zagadnienia ochrony wód i monitoringu jakości wód. Jednocześnie służba hydrologiczna i meteorologiczna przeszła do innego instytutu (obecnie Czeski Instytut Hydrometeorologiczny). Z kompetencji instytutu wówczas usunięto również zagadnienia związane z glebami. Gospodarka ściekowa została zaś włączona w te kompetencje w roku 1999.
Instytut początkowo podlegał czechosłowackiemu ministerstwu robót publicznych. Resort środowiska przejęło go po powstaniu odpowiedniego ministerstwa w roku 1989. Rok później przywrócono mu imię Masaryka. Nowy status instytut uzyskał na przełomie lat 2006 i 2007.

## Zakres działalności
Działalność badawcza instytutu dotyczy przede wszystkim hydrosfery i jej ochrony. Obejmuje to kwestie hydrologiczne (także hydrauliczne i hydrogeologiczne), m.in. ilość zasobów wodnych – powierzchniowych i podziemnych, a w konsekwencji zapobieganie suszy i powodzi. Ochrona wód przed zanieczyszczeniami dotyczy nie tylko gospodarki ściekami, ale również sięga składowisk odpadów. Instytut jest odpowiedzialny za monitoring jakości wód, z czym związane jest utrzymywanie krajowego laboratorium referencyjnego. Związana jest z tym również działalność naukowa w zakresie hydrobiologii stosowanej.
Instytut bierze udział we wdrażaniu unijnego prawa dotyczącego ochrony wód. 
Instytut od 1959 roku wydaje czasopismo naukowe „Vodohospodářské technicko-ekonomické informace” (VTEI) o identyfikatorze ISSN 0322–8916 (wersja on-line 1805-6555). W okresie 1999–2015 było ono dodatkiem do pisma „Vodní hospodářství”.
Filie terenowe skupiają się na badaniu wód dorzecza Odry i Morawy.